# 元帥 (イギリス)
元帥（げんすい、英：marshal）は、イギリス軍の階級の一つ。
陸軍元帥、海軍元帥、空軍元帥が置かれ、各軍の大将の上、すなわち最上級に位置する。北大西洋条約機構の階級符号では、OF-10に相当する。伝統的にイギリスの君主は各軍の元帥を兼ねるが、女王の場合はこの称号を帯びることはない。
1990年代以降、平時においては現役者を元帥に任命することはなくなった。政府は王族及び特に上級の士官を元帥に任じる権限を有している。
海兵隊には元帥に相当する階級は置かれていないが、陸軍元帥と同じ階級章及び軍服を着用する海兵隊名誉司令官（Captain General Royal Marines）という職位が置かれている。

## 名称
イギリス軍において「元帥」に相当する語は欧州各国にて用いられているmarshalである。通常イギリス陸軍、イギリス空軍においてはmarshalを日本軍の階級における「元帥」に相当する名称として用いる。
イギリス海軍では日本軍における大将に相当するadmiralを持つ軍人に対し修飾語を付加し、階級章を異ならせることで遇している。

## 陸軍元帥

陸軍元帥の肩章

陸軍元帥（Field Marshal）の階級章の意匠は、花冠の中に2本の交差した元帥杖があり、その上に王冠が描かれたものである。
12世紀以降、イングランドに御馬卿（Lord Marshal）という官職が置かれていたが、近代軍の称号の草創期においてはグレートブリテン王国は比較的遅れていた。陸軍元帥という称号は、ハノーヴァー朝初代国王ジョージ1世によって大陸の軍隊様式から導入されたのである。そして1736年、初代オークニー伯ジョージ・ダグラス＝ハミルトンが最初の陸軍元帥に任官した。多くの場合、陸軍元帥は名誉連隊長としての地位も併せ持つ。
20世紀前期の間は通常、陸軍参謀総長（Chief of the General Staff）が陸軍元帥であった。その後、国防参謀総長（Chief of the Defence Staff）が創設されると、1990年代までは、その職にある陸軍軍人が陸軍元帥に任官した。現在、平時には陸軍元帥に昇任することはなくなったが、名誉称号としての任命は現在も行われている。
2022年現在、生存する陸軍元帥は4名であり、うち2名が非王室メンバーである。王室からはケント公エドワードとチャールズ3世の2名が元帥となっている。

## 海軍元帥

海軍元帥の袖章

海軍元帥（Admiral of the Fleet）は帆船時代から発展してきた階級である。
17世紀まではアドミラル（Admiral）がイギリス艦隊（海軍）の総司令官であり、その役職に就くのは一名だった。1620年、イギリス艦隊が旗の色により白色戦隊、赤色戦隊、青色戦隊に分けられると、各戦隊の指揮官として提督（Admiral／大将）、副提督（Vice Admiral／中将）、提督補（Rear Admiral／少将）が任命された。そして、艦隊全体の指揮官として「Admiral of the Fleet（直訳は艦隊提督）」の役職が設けられた。
Admiral of the Fleetは、一般的に「海軍元帥」と訳されるが、明治13年（1880年）の日本海軍省では「水軍元帥」と訳していた。
海軍軍人のトップである第一海軍卿は自動的に海軍元帥に昇任していたが、1996年にこの制度は廃止された。2022年時点で在任者は3名、王室メンバーからはチャールズ3世が海軍元帥となっている。

## 空軍元帥

空軍元帥の袖章

空軍元帥（Marshal of the Royal Air Force）は、かつては平時において、現職の国防参謀総長（Chief of the Defence Staff）および退役した空軍参謀総長（Chief of the Air Staff）が任じられていたが、1990年代の軍縮以来、空軍元帥への昇任は廃止された。しかし、戦時には任用が可能である他、平時においても政府は王族および特に上級の士官を任用できる権限を有している。2022年時点で生存する元帥は3名で、王室メンバーからはチャールズ3世が元帥となっているが、非王室メンバーは全員空軍から退役しており、現役者は存在しない。

空軍元帥旗

## 非イギリス国籍者への儀礼称号としての元帥

### 陸軍
- レオポルド1世（ ベルギー, 1816年5月24日）
- ヴィレム2世（ オランダ, 1845年7月28日）
- ヴィルヘルム2世（ ドイツ帝国, 1901年1月27日）
- フランツ・ヨーゼフ1世（ オーストリア帝国,1903年9月1日）
- ニコライ2世（ ロシア帝国, 1916年1月1日）
- 大正天皇（ 大日本帝国,1918年1月1日 ）
- フェルディナン・フォッシュ（ フランス,第一次世界大戦における連合国軍総司令官。 1919年7月19日 ）
- アルベール1世（ ベルギー, 1921年7月4日）
- アルフォンソ13世（ スペイン王国,1928年6月3日 ）
- 昭和天皇（ 大日本帝国,1928年6月26日）
- ヤン・スマッツ（ 南アフリカ連邦,首相。 1941年5月24日）
- マヘンドラ（ ネパール,1962年10月17日）
- ハイレ・セラシエ1世（ エチオピア帝国, 1965年1月20日）
- ビレンドラ（ ネパール, 1980年11月18日）

### 海軍
- ヴィルヘルム2世（ ドイツ帝国, 1889年8月2日）
- アルフレート (ザクセン＝コーブルク＝ゴータ公)（ ドイツ帝国, 1893年6月3日。イギリス王室のメンバー）
- ニコライ2世（ ロシア帝国, 1908年6月11日）
- ハインリヒ（ドイツ帝国皇太子）（ ドイツ帝国, 1910年1月27日）
- オーラヴ5世（ ノルウェー, 1988年4月12日）
- カール16世グスタフ（ スウェーデン, 1975年 - 1977年）